# Leptojulis polylepis
Leptojulis polylepis là một loài cá biển thuộc chi Leptojulis trong họ Cá bàng chài. Loài này được mô tả lần đầu tiên vào năm 1996.

## Từ nguyên
Từ định danh của loài được ghép bởi hai từ trong tiếng Latinh: poly ("nhiều") và lepis ("vảy cá"), hàm ý đề cập đến 46 vảy nhỏ ở đường bên, so với 27 ở các loài còn lại trong chi.

## Phạm vi phân bố và môi trường sống
L. polylepis có phạm vi phân bố ở Tây Thái Bình Dương. Loài này được ghi nhận tại Indonesia (từ đảo Bali trải dài về phía đông đến tỉnh Papua); Papua New Guinea; quần đảo Solomon.
L. polylepis sống trên nền đáy bùn hoặc cát các rạn san hô ở độ sâu khoảng từ 20 đến 46 m.

## Mô tả
L. polylepis có chiều dài cơ thể tối đa được ghi nhận là 10 cm. Cơ thể thon dài. Vảy trên thân rất nhỏ. Thân có một đốm đen ở bên, nằm sau vây ngực.
Số gai ở vây lưng: 9; Số tia vây ở vây lưng: 11; Số gai ở vây hậu môn: 3; Số tia vây ở vây hậu môn: 11; Số gai ở vây bụng: 1; Số tia vây ở vây bụng: 5.

## Hành vi và tập tính
Thức ăn của L. polylepis là các loài động vật giáp xác sống ở tầng đáy và giun nhiều tơ. Nhiều mẫu vật còn có vảy cá sót lại trong dạ dày của chúng, chứng tỏ loài này còn ăn cả các loài cá nhỏ hơn. Loài này có thể bơi thành từng nhóm nhỏ hoặc sống đơn độc.